# Taisie Egyptská

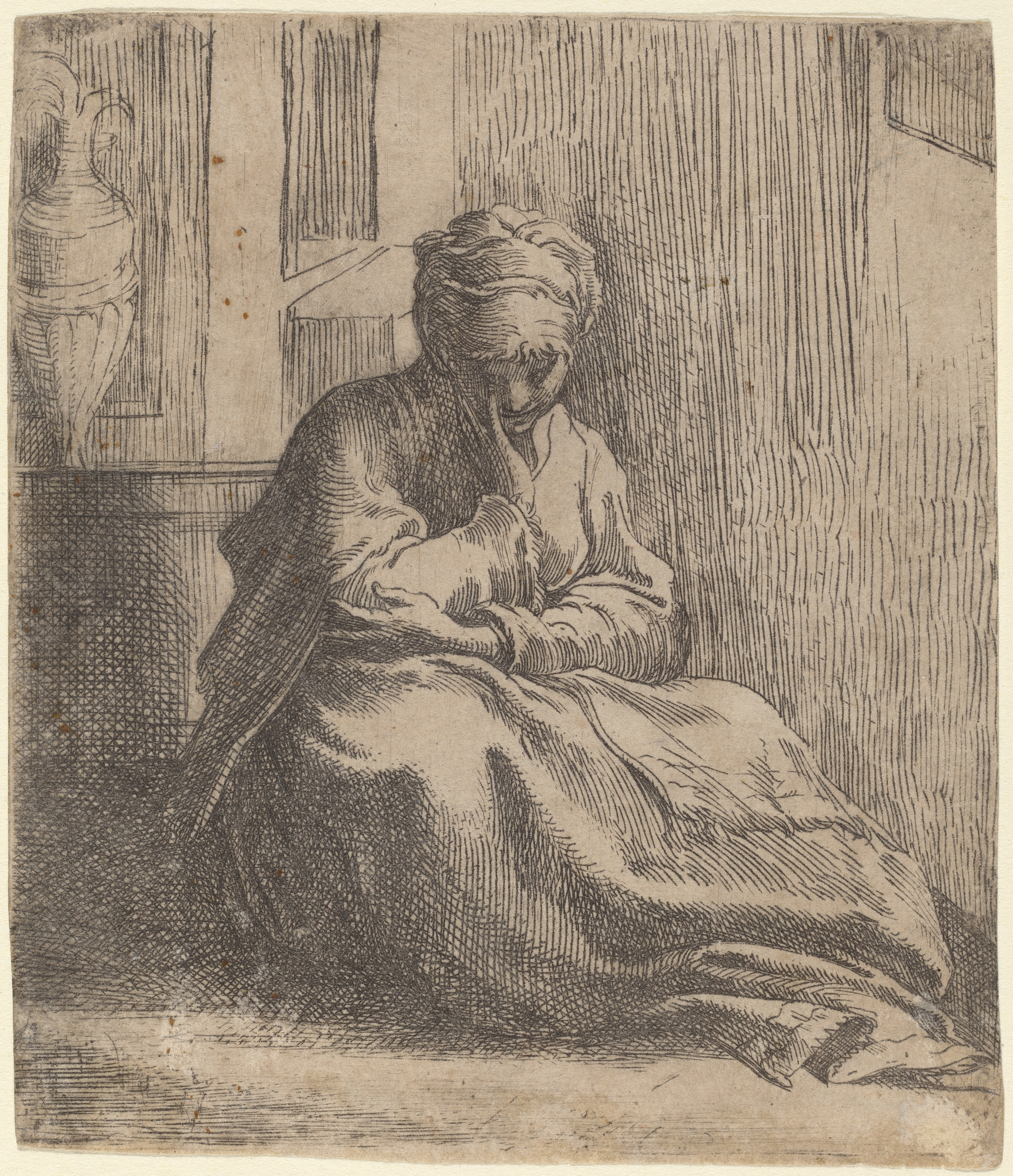
Svatá Thaïs, Parmigianino

Taisie Egyptská nebo také Thaïs byla drahá kurtizána, která žila ve 4. století v Egyptě. Byla velmi krásná, mladíci kvůli ní prodávali veškerý svůj majetek a na jejím prahu vedli krvavé bitky. Jejím svátkem je den 8. října (21.10.greg.kal.).

## Život
Taisii vychovala matka v duchu vzdáleném křesťanské zbožnosti a ona vedla zhýralý a prostopášný život. Zpráva o nevěstce Taisii se rozšířila po celém Egyptě a dostala se až k igumenu Pafnutiovi, který obrátil ke spáse mnoho zbloudilých. Igumen se oblékl do světských šatů a vydal se do města vyhledat Taisii. Pafnutios dal Taisii dukát za hřích a požádal jí, aby ho odvedla do skryté komnaty v domě. Taisie odpověděla: "Ostýcháš-li se lidí, sem beztak nikdo nevstupuje a ostýcháš-li se Boha, tak není jediné místo na světě, které by zůstalo skryto zrakům jeho božské moci." Stařec jí odpověděl: "Tak ty tedy víš, že jest Bůh?" a ona odpověděla: "Ano, vím. A také vím, že je království budoucího věku a budoucí tresty za hříchy." Tehdy jí Pafnutios vylíčil veškerou odpornost jejích hříchů i to, že se bude před Bohem zodpovídat nejen za své hříchy, ale i za duše všech lidí, které uvrhla do zkázy. Tu se Taisie vrhla igumenovi k nohám prosíc, aby jí uložil pokání za její veliké hříchy.
Taisie potom vstala, vzala všechno své bohatství hanebně nabyté a odnesla je na náměstí, kde je veřejně spálila se slovy: "Pojďte ke mně všichni, se kterými jsem hřešila, a vizte, jak spaluji vaše vzácné dary." Mělo to cenu čtyřiceti liber. Pafnutios pak pro ni vyhledal ženský monastýr, zavřel ji do malé cely a dveře zapečetil olovem. Ponechal jen malé okénko, kterým jí byl denně podáván malý kousek chleba a trochu vody. Taisie tak zůstala zavřená po tři roky a nepřetržitě se modlila k Bohu. Pafnutios byl po této době pohnut lítostí k zavřené Taisii a jal se hledat vůli Boží, zda již byly Taisii odpuštěny její hříchy. Vyhledal igumena Antonia, jenž po celonočních modlitbách celého monastýru sdělil Pafnutiovi kladnou odpověď od Boha. Pafnutios pak kázal otevřít Taisinu celu a propustit ji, ona však nechtěla vyjít a řekla starci: "Všechny své hříchy jsem svázala do uzlu a neustále je plačíc pozorovala." „Právě pro tvé slzy, a ne pro přísnost tvého odloučení, ti milosrdný Pán udělil milost“, odpověděl jí svatý Pafnutios a vyvedl ji z cely. Taisia žila ještě dva týdny a zemřela v míru a pokoji.

## V umění

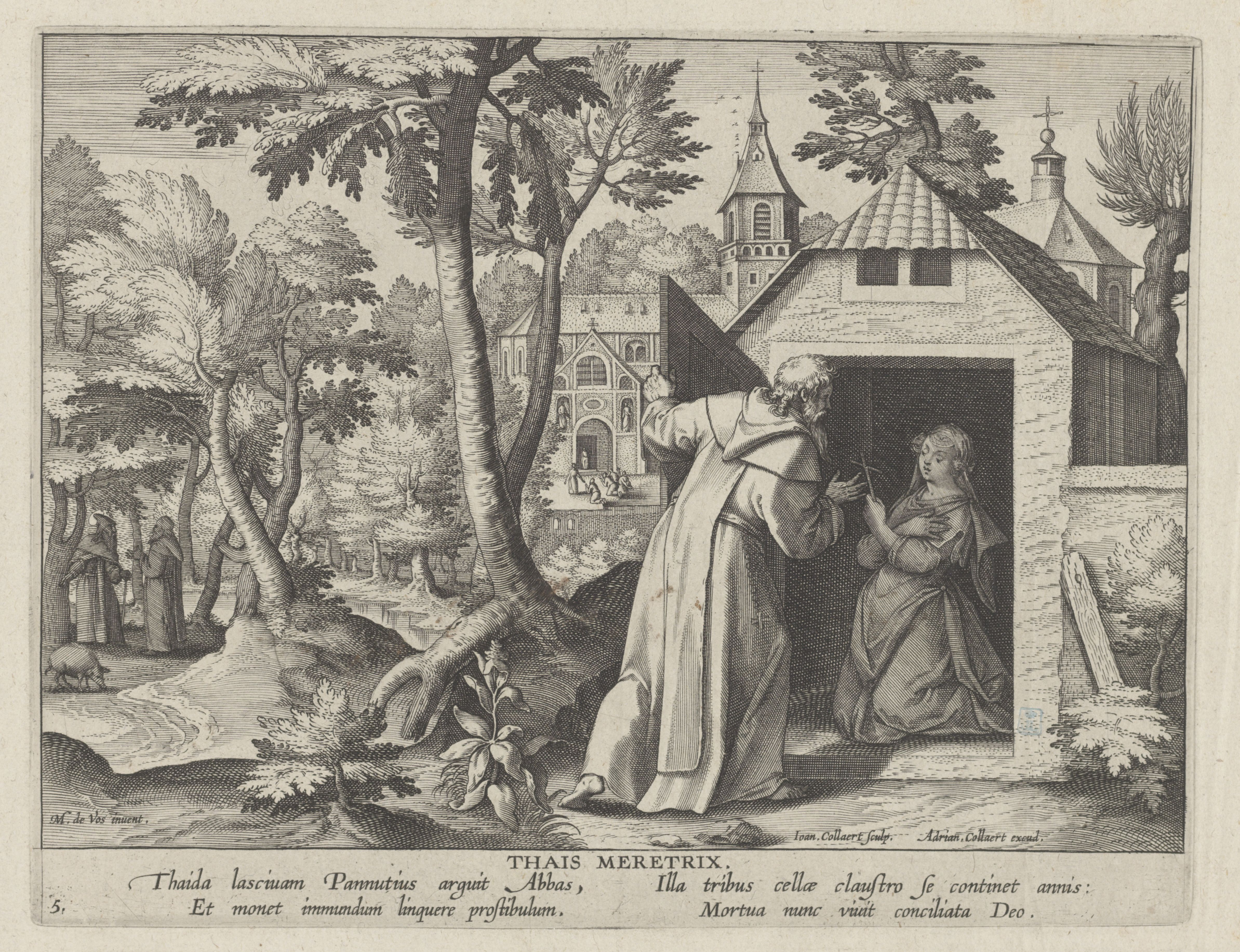
Thais Egyptská, Maerten de Vos, Královská knihovna v Belgii

- O Thaïs složil francouzský skladatel Jules Massenet operu.
- Román Thaïs francouzského spisovatele Anatola France.
- Hra „Obrácení prostopášné Taisie“, napsala Roswitha z Gandersheimu, 10. století

### Podobné články
- Marie Egyptská
- Pelagie z Antiochie